# 이스마일 카다레
이스마일 카다레(Ismail Kadare, 1936년 1월 28일~2024년 7월 1일)는 알바니아의 소설가이다. 그는 가장 중요한 유럽 작가 중 한 명으로 간주된다. 그의 소설은 45개 언어로 번역되었으며, 노벨 문학상 후보로 지명되기도 하였다.

## 이력
알바니아 남부도시 지로카스터르에서 태어났다. 티라나 대학교에서 문학과 역사학을 배운 후, 모스크바의 막심 고리키 문학 연구소에서 공부했지만 1960년 귀국했다. 제2차 세계 대전 중 빨치산을 소재로 한 《죽은 군대의 장군》(1963년)과 《성》(1970년), 《꿈의 궁전》(1981년) 등 알바니아 역사와 사회 정세를 담은 소설을 발표하였다. 알바니아 노동당의 일당 독재 체제 하에서 발매 금지 · 해외 번역 금지 처분 등의 탄압을 받았지만, 이 체제가 붕괴한 1990년부터는 프랑스에 망명하여 파리에 거주, 1992년에 귀국했다.
2005년에 설립된 부커상의 국제 버전인 국제 부커상 제1회 수상자로 선정됐다. 2016년 레지옹 도뇌르 훈장을 수훈하였다.
유럽 비평가들은 그를 “우리시대 최고의 작가 중 한 사람”. 

## 한국어로 번역된 소설들
- 『죽은 군대의 장군』,("Gjenerali i ushtrisë së vdekur", 1963)
- 『돌의 연대기』,("Kronikë në gur", 1970)
- 『부서진 사월』,("Prilli i thyer", 1980)
- 『꿈의 궁전』,("Pallati i ëndrrave", 1981)
- 『H 서류』,("Dosja H", 1981)
- 『아가멤논의 딸』,("Vajza e Agamemnonit", 1985)
- 『누가 후계자를 죽였는가』,("Pasardhësi", 2003)
- 『광기의 풍토』,("Çështje të marrëzisë", 2005)
- 『인형』,("Kukulla", 2015)

## 미번역 소설
- Përbindëshi(괴물, 1965)
- Kështjella(그 성, 1970)
- Dimiri i vetmisë së madhe(그레이트 고독의 겨울, 1973)
- Nëntori i një kryeqyteti(11월 자본, 1975)
- Breznitë e Hankonatëve(1977)
- Muzgu i perëndive të stepës(대초원 신들의 황혼, 1978)
- Komisioni i festës(축제위원회, 1978)
- Ura me tri harqe(세 개의 아치 다리, 1978)
- Kamarja e turpit(The Traitor's Niche, 1978, Man Booker International 2017 longlist)
- Kush e solli Doruntinën?(Who brought back Doruntine?, 1980)
- Qorrfermani(눈먼 명령, 1984)
- Nata me hënë(달빛, 1985) - (공산당은 죄없는 여자의 인생을 망치게)
- Viti i mbrapshtë(The Dark Year, 1985)
- Krushqit janë të ngrirë(The Wedding Procession Turned to Ice, 1985)
- Hija(그림자, 1986)
- Koncert në fund të dimrit(겨울의 끝에서 콘서트, 1988)
- Piramida(피라미드, 1992)
- Muri i madh(만리장성, 1993)
- Shkaba(독수리, 1995)
- Spiritus(Spiritus/영혼, 1996)
- Lulet e ftohta të marsit(3월의 차가운 꽃, 2000)
- Jeta, loja dhe vdekja Lul Mazrekut(Life, Game and Death of Lul Mazrek, 2003)
- Darka e gabuar(돌 도시의 몰락, 2008)
- E penguara: Rekuiem për Linda B.(망명 한 소녀: 린다위한 레퀴엠, 2009)

## 같이 보기
- 알바니아 문학